# Хлорид лития
Хлорид лития — химическое соединение щелочного металла лития и хлора с формулой LiCl.
Белые, гигроскопические кристаллы, расплывающиеся на воздухе. Хорошо растворяется в воде, образует несколько кристаллогидратов.

## Получение
- Хлорид лития получают реакцией карбоната лития Li2CO3 и соляной кислоты (HCl):

{\displaystyle {\mathsf {Li_{2}CO_{3}+2HCl\ {\xrightarrow {\ }}\ 2LiCl+CO_{2}\uparrow +H_{2}O}}}
- Взаимодействием оксида лития или гидроксида лития с соляной кислотой:

{\displaystyle {\mathsf {Li_{2}O+2HCl\ {\xrightarrow {\ }}\ 2LiCl+H_{2}O}}}
{\displaystyle {\mathsf {LiOH+HCl\ {\xrightarrow {\ }}\ LiCl+H_{2}O}}}
- Хлорид лития можно получить обменными реакциями:

{\displaystyle {\mathsf {Li_{2}SO_{4}+BaCl_{2}\ {\xrightarrow {\ }}\ 2LiCl+BaSO_{4}\downarrow }}}
- Чисто теоретический интерес представляют высоко экзотермические реакции металлического лития с хлором или с безводным газообразным хлороводородом:

{\displaystyle {\mathsf {2Li+Cl_{2}\ {\xrightarrow {\ }}\ 2LiCl}}}
{\displaystyle {\mathsf {2Li+2HCl\ {\xrightarrow {\ }}\ 2LiCl+H_{2}\uparrow }}}
- Хлорид лития образует несколько кристаллогидратов, состав которых определяется температурой:

{\displaystyle {\mathsf {LiCl\cdot 5H_{2}O\ {\stackrel {-63^{o}C}{\rightleftarrows }}\ LiCl\cdot 3H_{2}O\ {\stackrel {-20.5^{o}C}{\rightleftarrows }}\ LiCl\cdot 2H_{2}O\ {\stackrel {19.5^{o}C}{\rightleftarrows }}\ LiCl\cdot H_{2}O\ {\stackrel {93.5^{o}C}{\rightleftarrows }}\ LiCl}}}
Известны сольваты с метанолом и этанолом.

## Физические свойства
Безводный хлорид лития образует белые, очень гигроскопические кристаллы, кубической сингонии, пространственная группа F m3m, параметры ячейки а = 0,513988 нм, Z = 4.
Хорошо растворяется в воде (83 г/100 мл воды при 20 °C).
Образует легкоплавкие сплавы с хлоридами других щелочных металлов: LiCl•NaCl — температура плавления 575°С; LiCl•2NaCl — 610°С; LiCl•KCl — 350°С; LiCl•RbCl — 324°С; LiCl•CsCl — 352°С; LiCl•2CsCl — 382°С.

## Химические свойства
- Хлорид лития образует кристаллогидраты, в отличие от других хлоридов щелочных металлов[5]. Известны моно-, ди-, три- и пентагидраты[6]. В растворах аммиака образует ионы [Li(NH3)4]+. Сухой хлорид лития абсорбирует газообразный аммиак, образуя LiCl•xNH3, где x=1÷5.
- Как и любой другой ионный хлорид, хлорид лития в растворе даёт стандартные реакции на хлорид-ион:

{\displaystyle {\mathsf {LiCl+AgNO_{3}\ {\xrightarrow {\ }}\ LiNO_{3}+AgCl\downarrow }}}
- Разрушается сильными кислотами:

{\displaystyle {\mathsf {2LiCl+H_{2}SO_{4}\ {\xrightarrow {\ }}\ Li_{2}SO_{4}+2HCl\uparrow }}}
- Так как некоторые соли лития малорастворимы, то хлорид лития легко вступает в обменные реакции:

{\displaystyle {\mathsf {LiCl+NH_{4}F\ {\xrightarrow {\ }}\ LiF\downarrow +NH_{4}Cl}}}
{\displaystyle {\mathsf {3LiCl+K_{3}PO_{4}\ {\xrightarrow {\ }}\ Li_{3}PO_{4}\downarrow +3KCl}}}
- С концентрированным раствором аммиака образует комплексное соединение[7]:

{\displaystyle {\mathsf {LiCl+4(NH_{3}*H_{2}O)\ \xrightarrow {\ } \ [Li(NH_{3})_{4}]Cl+4H_{2}O}}}

## Применение
- Используется для получения лития электролизом расплава смеси хлорида лития с хлоридом калия при 600 °C. Также используется как флюс при плавке и пайке алюминия и магния.
- Соль используется как осушитель[4].
- Хлорид лития используется в органическом синтезе, например, как добавка в реакции Стилле. Ещё одним применением является использование хлорида лития для осаждения РНК из клеточных экстрактов.[8]

- Также используется в пиротехнике для придания пламени темно-красного оттенка.
- Используется как твёрдый электролит в химических источниках тока.

## Меры предосторожности
Соли лития влияют на центральную нервную систему. В течение некоторого времени в первой половине XX века хлорид лития производился как заменитель соли, но затем был запрещен после открытия его токсических эффектов.